# Gaius Octavius

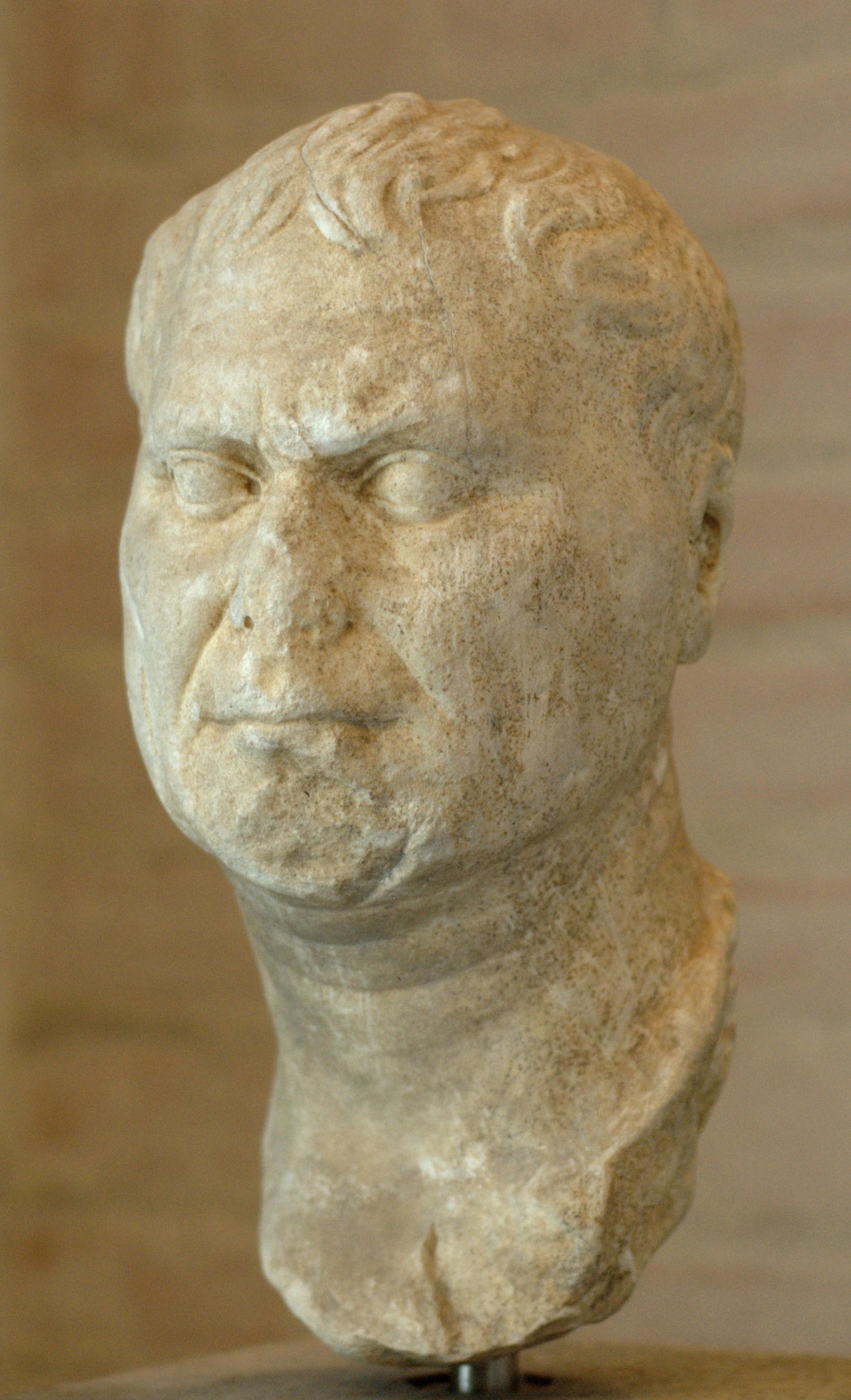
Borstbeeld, misschien Gaius Octavius, ca. 60 v.C., München Glyptothek

Gaius Octavius (100 v.C. - 59 v.C.) was de vader van de eerste Romeinse keizer Augustus. Hij stamde af van een oude en rijke tak van de Octavii familie. Hoewel hij een rijke achtergrond had, behoorde zijn familie tot de plebs, en niet tot de Patriciërs. Hij was een novus homo ("nieuwe man") en dus geen lid van de senatoriale familie.
Zijn betovergrootvader Gaius Octavius vocht als een tribunus militum (militaire tribuun) in Sicilië tijdens de Tweede Punische Oorlog. Zijn vader Gaius Octavius was een magistraat die een gezegende leeftijd haalde. Net als zijn vader kocht hij kiezers tijdens de verkiezingen om. Omkoping was niet zo ongewoon in de politiek van de late republiek. Zijn grootvader, eveneens Gaius Octavius genaamd, was de zoon van Gnaeus Octavius Rufus die ook de vader was van Gnaeus Octavius.